# Józef Rokita
Andrzej Józef Rokita, właśc. Józef Władysław Rokita (ur. 4 lutego 1911 w Andrychowie, zm. 27 grudnia 1995 w Jeleniej Górze) – polski arcybiskup Kościoła Staro-katolickiego w PRL, biskup tytularny Nazaretu, ojciec duchowny Seminarium Duchownego Kościoła Staro-katolickiego w PRL.

## Życiorys
Syn Józefa i Marii z domu Wojewodzic. Prezbiteriat przyjął z rąk abpa Bogdana Filipowicza 8 września 1964 roku w Warszawie. Rok później został podniesiony do godności kanonika rzeczywistego Kapituły Arcybiskupiej Kościoła Staro-katolickiego w PRL. 19 marca 1968 roku, na podstawie nominacji Biskupa Kościoła, wyniesiony do godności infułata Kapituły Arcybiskupiej. 
Ze względu na szczególne zasługi dla Kościoła oraz sukcesy na polu duszpasterskim, III Synod Zwyczajny Kościoła Starokatolickiego w Polsce, obradujący na I sesji 29 maja 1977 r. uhonorował ks. Rokitę najwyższym kościelnym odznaczeniem – Złotym Krzyżem Lotaryńskim z Przenajświętszym Obliczem Chrystusa.
Podczas IV Synodu Zwyczajnego Kościoła Starokatolickiego został wybrany na biskupa Kościoła Starokatolickiego. 16 kwietnia 1981 roku w Woliborzu przyjął z rąk abpa Bogdana Filipowicza sakrę biskupią (sub conditione), jednocześnie stając się trzecim (po bp. Banachu) biskupem Kościoła Staro-katolickiego w PRL.
Wyniesiony do godności arcybiskupa piastował ten urząd do śmierci. Był wieloletnim proboszczem parafii w Cieplicach (dzielnicy Jeleniej Góry).
Zmarł 27 grudnia 1995 roku.